# Matteo Signani
Matteo Signani (Savignano sul Rubicone, 5 giugno 1979) è un pugile italiano.

## Carriera
Soprannominato “Il Giaguaro”, è stato campione d'Italia dei pesi medi. Titolo conquistato nel 2010 contro Gaetano Nespro e difeso contro Lorenzo Cosseddu, Giovanni De Carolis, e, ancora Nespro, ancora Cosseddu, prima della sconfitta con Simone Rotolo e la riconquista, nel 2013 contro Stefano Loriga, unico pugile romagnolo della storia del pugilato a difendere 5 volte consecutive il Titolo Italiano.
Il 7 dicembre 2014 si laurea anche Campione dell'Unione Europea della sua categoria battendo ai punti il francese Ahmed Rifaie. L'8 agosto 2015 diventa Campione Intercontinentale WBA dei Pesi medi battendo Rafael Pintos.
il 12 maggio 2018 diventa Campione Latino IBF  dei pesi medi battendo per K.O. tecnico il pugile romano Riccardo Lecca.
L'11 ottobre 2019 diventa, a 40 anni, Campione d'Europa dei pesi medi sconfiggendo l'olandese Gevorg Khatchikian.
Il 10 ottobre 2020 si rinconferma Campione Europeo dei pesi medi , a Caen, contro Maxine Beaussire, per K.O. al secondo round.
Il 5 novembre 2021 a Roma presso il Palalottomatica (zona Eur), Signani si conferma Campione Europeo dei pesi medi battendo lo sfidante ufficiale, lo spagnolo Ruben Diaz, ai punti con decisione unanime.
Il giorno venerdì 24 giugno 2022 Signani ha perso il titolo europeo in Francia contro Anderson Prestot, a causa di una ferita del francese dovuta ad una testata involontaria che ha obbligato i giudici al conteggio anticipato dei cartellini
Il 18 novembre 2022 a Savignano sul Rubicone, Signani ha affrontato nuovamente Anderson Prestot, questa volta in casa. Alla settima ripresa, con un micidiale gancio sinistro Signani ha mandato al tappeto l'avversario, vincendo il match e riconquistando il titolo europeo.